# Seignalens
Seignalens (okzitanisch Senhalens) ist eine französische Gemeinde im Département Aude in der Region Okzitanien. Sie gehört zum Kanton Bram und zum Arrondissement Limoux. Die Bewohner nennen sich Seignalénois. 
Die Gemeinde grenzt im Norden an Saint-Gaudéric, im Nordosten an Escueillens-et-Saint-Just-de-Bélengard, im Osten an Lignairolles, im Süden an Val de Lambronne mit Caudeval, im Südwesten an Cazals-des-Baylès und im Nordwesten an Malegoude.

## Bevölkerungsentwicklung
| Jahr      | 1962 | 1968 | 1975 | 1982 | 1990 | 1999 | 2008 | 2015 |
| --------- | ---- | ---- | ---- | ---- | ---- | ---- | ---- | ---- |
| Einwohner | 58   | 46   | 43   | 33   | 19   | 49   | 31   | 35   |